# Kabinett Bruschke I
Das Kabinett Bruschke I bildete vom 10. Oktober 1949 bis zum 24. November 1950 die Landesregierung von Sachsen-Anhalt.
| Amt                                    | Name                             | Partei | Partei |
| -------------------------------------- | -------------------------------- | ------ | ------ |
| Ministerpräsident                      | Werner Bruschke                  |        | SED    |
| Stellvertreter des Ministerpräsidenten | Robert Siewert bis April 1950    |        | SED    |
| Stellvertreter des Ministerpräsidenten | Josef Hegen                      |        | SED    |
| Inneres                                | Robert Siewert bis April 1950    |        | SED    |
| Inneres                                | Josef Hegen                      |        | SED    |
| Finanzen                               | Werner Bruschke bis Oktober 1949 |        | SED    |
| Finanzen                               | Richard Kunisch                  |        | CDU    |
| Justiz                                 | Erich Damerow                    |        | LDP    |
| Wirtschaft                             | Paul Lähne                       |        | SED    |
| Verkehr                                | Paul Lähne bis Oktober 1949      |        | SED    |
| Verkehr                                | Otto Rühle                       |        | NDPD   |
| Arbeit und Soziales                    | Leo Herwegen bis Oktober 1949    |        | CDU    |
| Arbeit und Soziales                    | Leopold Becker                   |        | CDU    |
| Landwirtschaft                         | Ernst Brandt                     |        | SED    |
| Handel und Versorgung                  | Otto Kamps                       |        | LDP    |
| Volksbildung                           | Richard Schallock                |        | SED    |